# Thetidia fulminaria
Thetidia fulminaria är en fjärilsart som beskrevs av Julius Lederer 1870. Thetidia fulminaria ingår i släktet Thetidia och familjen mätare, Geometridae. Inga underarter finns listade i Catalogue of Life.